# Halosydna glabra
Halosydna glabra är en ringmaskart som beskrevs av Hartman 1939. Halosydna glabra ingår i släktet Halosydna och familjen Polynoidae. Inga underarter finns listade i Catalogue of Life.